# Aéroport de Watertown
Pour les articles homonymes, voir Kart (homonymie).
L'aéroport de Watertown (Watertown International Airport) (code IATA : ART • code OACI : KART • code FAA : ART) est un aéroport situé dans le comté de Jefferson (New York), États-Unis. Il est situé à 9 km à l'ouest du quartier central des affaires de Watertown. L'aéroport est principalement utilisé pour l'aviation générale, mais a un service passagers régulier.

## Situation et accès

### Carte des aéroports dans l'État de New York
Note: Newark-Liberty n'est pas techniquement situé dans l'État de New York mais figure sur cette carte.

| \| 50 km1:1 725 000 \| Albany Binghamton Buffalo · Niagara Elmira/Corning Ithaca Long · Island LaGuardia Newburgh · Stewart Niagara · Falls Newark JFK Plattsburgh Rochester Syracuse Watertown Westchester |
| 50 km1:1 725 000 |

## Compagnies aériennes et destinations
| Compagnies     | Destinations |
| -------------- | ------------ |
| American Eagle | Philadelphie |